# Zürcher Kinderbuchpreis
Der Zürcher Kinderbuchpreis wird seit 2017 von der Stäheli Books AG in der Nachfolge des zuvor vom Kinderbuchladen Zürich ausgelobten Kinder- und Jugendbuchpreises La vache qui lit (1976–2001)  erneut vergeben. (Der französische Name des Vorgängerpreises La vache qui lit (dt.: „die Kuh, die liest“) war eine Abwandlung des Markennamens La vache qui rit (dt.: „die Kuh, die lacht“) eines bekannten französischen Streichkäses, das mutmaßlich wiederum selbst eine Abwandlung des Romantitels L’Homme qui rit (dt.: Der lachende Mann, auch Die lachende Maske oder Der Mann mit dem Lachen) des französischen Schriftstellers Victor Hugo ist.)
Ausgezeichnet werden mit dem Zürcher Kinderbuchpreis „neue Kinderbücher, die sich an Kinder im Grundschulalter richten“. Dotiert ist der Preis mit 5000 Schweizer Franken. 2021 wurde der Preis COVID-19-bedingt nicht vergeben, und auch für die Folgejahre wurden bislang noch keine Preisträger genannt.

## Preisverleihungen

### La vache qui lit
| Jahr | Autor/in                                                            | Titel des Werks                                                                    |
| ---- | ------------------------------------------------------------------- | ---------------------------------------------------------------------------------- |
| 1977 | Hans Christian Kirsch (Künstlername: Frederik Hetmann)              | Lorcan zieht in den Krieg                                                          |
| 1978 | Beat Brechbühl                                                      |                                                                                    |
| 1979 | Irina Korschunow                                                    |                                                                                    |
| 1980 | Peter Härtling                                                      | Ben liebt Anna Sofie macht Geschichten                                             |
| 1981 | Gudrun Pausewang Mirjam Pressler                                    | Ich habe Hunger – ich habe Durst Stolperschritte                                   |
| 1982 | Paul Maar Willi Fährmann Ursula Lehmann-Gugolz                      | Anne will ein Zwilling werden                                                      |
| 1983 | Gudrun Pausewang Gudrun Mebs                                        | Die letzten Kinder von Schewenborn Birgit. Eine Geschichte vom Sterben             |
| 1984 | Gudrun Mebs                                                         | Sonntagskind                                                                       |
| 1985 | Otti Pfeiffer Ernst Nöstlinger Klaus Kordon                         | Nelly wartet auf den Frieden Martin Wimmer und der totale Krieg Die roten Matrosen |
| 1986 | Monika Hartig                                                       |                                                                                    |
| 1987 | Rafik Schami Hedi Wyss                                              | Eine Hand voller Sterne                                                            |
| 1989 | Inge Meyer-Dietrich                                                 | Plascha oder Von kleinen Leuten und großen Träumen                                 |
| 1990 | Rolf Krenzer Christine Nöstlinger Michael Ende Simone Klages        | Der satanarchäolügenialkohöllische Wunschpunsch                                    |
| 1991 | Klaus Kordon Susanne Fülscher Paul Maar                             | Mit dem Rücken zur Wand Schattenmonster Kartoffelkäferzeiten                       |
| 1992 | Tilde Michels Monika Feth Maria Tidl                                | Der Weg durch die Bilder Es brennt in der Au                                       |
| 1993 | Gudrun Pausewang                                                    |                                                                                    |
| 1994 | Ghazi Abdel-Qadir                                                   |                                                                                    |
| 1995 | Tilde Michels Sophie Brandes Mirjam Pressler                        | Ein Baum für Mama Wenn das Glück kommt, muss man ihm einen Stuhl hinstellen        |
| 1996 | Josef Holub                                                         |                                                                                    |
| 1997 | Josef Holub Anita Siegfried                                         |                                                                                    |
| 1998 | Sigrid Zeevaert Cornelia Funke                                      | Ein Meer voller Sterne Herr der Diebe                                              |
| 1999 | Sheila Och (postum)                                                 |                                                                                    |
| 2000 | Cornelia Funke Karen-Susan Fessel Mirjam Pressler Anita Siegfried   | Ein Stern namens Mama                                                              |
| 2001 | Mirjam Pressler Zoran Drvenkar Karen-Susan Fessel Rudolf Herfurtner | Malka Mai Steingesicht                                                             |

### Zürcher Kinderbuchpreis
| Jahr | Autor/in        | Titel des Werks                            |
| ---- | --------------- | ------------------------------------------ |
| 2017 | Astrid Frank    | Enno Anders                                |
| 2018 | Kirsten Boie    | Ein Sommer in Sommerby                     |
| 2019 | Lara Schützsack | Sonne, Moon und Sterne                     |
| 2020 | Gina Mayer      | Das Internat der bösen Tiere – Die Prüfung |